# Ксенгіниці-Малі
Ксенгіниці-Малі (пол. Księginice Małe) — село в Польщі, у гміні Собутка Вроцлавського повіту Нижньосілезького воєводства.
Населення — 268 осіб (2011).
У 1975—1998 роках село належало до Вроцлавського воєводства.

## Демографія
Демографічна структура станом на 31 березня 2011 року:
|          | Загалом | Допрацездатний вік | Працездатний вік | Постпрацездатний вік |
| -------- | ------- | ------------------ | ---------------- | -------------------- |
| Чоловіки | 139     | 37                 | 87               | 15                   |
| Жінки    | 129     | 23                 | 81               | 25                   |
| Разом    | 268     | 60                 | 168              | 40                   |